# Алексей Саврасов
Алексей Кондратиевич Савр̀асов е руски художник реалист с голяма дарба и трагична съдба. Той е един от най-добрите руски пейзажисти, преподавател по пейзажна живопис, един от членовете-учредители на обществото на Передвижниците. В историята на руската живопис остава като създател на руския лиричен пейзаж.

## Детство
Алексей Саврасов е роден на 12 май 1830 година в Москва, в семейството на дребен галантериен търговец. Детството си прекарва в различни части на Замоскворечието, квартал срещу Кремъл, на отсрещния бряг на реката. Влечението му към рисуването се проявява от най-ранна детска възраст. 19-годишен Алексей вече е самоук художник, овладял техниката на работа с акварел и гваш. Рисува пейзажи с изображения на модни за онова време романтични мотиви като „Изригването на Везувий“ и „Буря в морето“, които продава на евтини цени.
През 1844 година Алексей постъпва в Московското училище по живопис, скулптура и архитектура. Почти веднага го напуска заради болестта на майка си и протестите на баща си, който го вижда като помощник в семейната търговия и даже го изгонва от дома им на тавана, „заради страст към живописта“. Чак през 1848 година успява да продължи образованието си в художественото училище и то благодарение на няколко ученика, преподавателя Карл Рабус и началника на полицията в Москва генерал-майор Лужин. Започва като ученик в класа по пейзажна живопис при талантливия педагог Карл Рабус, известен с бащинското си отношение към своите ученици. Преподавателят подготвя професионално младите художници и ги приучава към самостоятелно търсене на нови идеи и концепции. Още през същата година младият художник е отличен като ученика, представил най-добрите ескизи. През следващата година със средства на мецената Лихачов пътува из Украйна и донася серия от интересни пейзажи, които карат критиците да говорят за него като за надежда на руското изкуство.
През 1850-те години, в картините и рисунките на Алексей се забелязват опити за преодоляване на академичните традиции и се наблюдават самостоятелни решения на художествения замисъл. През лятото на 1850 година рисува серия пейзажи от околностите на Москва. Едни от най-ранните му работи са етюдите „Камък в гората при „Разлива“ и „Изглед от околностите на Москва с имение и две женски фигури“. И двете са рисувани през 1850 година. За тези картини получава званието „художник“, а Съветът на московското общество на художниците решава, че е достатъчно зрял за да приключи обучението си.

## Младост
Следващата година може да се нарече „период на бурите“, тъй като художникът прави серия пейзажи с изобразени бури и лошо време. По-майсторски изпълнена и по-зряла е картината „Поглед към Кремъл от Кримския мост в лошо време“. Това е пейзажът, който донася на младия художник първото признание. От този момент Саврасов започва да населва картините си не с фигури на байроновски мечтатели или щастливи селяни, а с реални хора – рибари, пчелари, селяни, с техните ежедневни вълнения и тревоги.
В развитието на творчество на художника от онова време сериозна роля играят пейзажите от Подмосковието и тези, рисувани при пътуването му в Украйна. В резултат от това пътуване се появяват пейзажите „Степта през деня“, „Разсъмване в степта“ и „Поглед към Киев“, всички рисувани през 1852 година.
Творбите, показани през 1854 година на изложбата на Художественото училище привличат вниманието на великата княгиня Мария Николаевна Романова, президент на Художествената академия. Тя закупува една картина и предлага на художника да замине в нейната извънградска резиденция за да рисува. Там той създава няколко пейзажа, а два от тях са толкова добри, че Съветът на академията присъжда на 24-годишния младеж званието академик. Това са картините „Морски бряг в покрайнините на Ораниенбаум“ и „Изглед от покрайнините на Ораниенбаум“. Втората картина е закупена от Павел Третяков, две години след излагането ѝ.
Успешното начало дава смелост на начинаещия художник и през 1855 създава пейзаж с по-сложна композиция – „Изглед от село Куцнево край Москва“, а три години по-късно – и „Изглед от околностите на Москва при залез“. В пейзажите от Подмосковието от 1850-те години се появява характерната за работите на Саврасов склонност към възвишено възприятие на природата. Именно тази романтична черта се усеща в картините „Борове от Гусарево“ (1850-те), „Стари борове“ (1854), „Стар дъб в скалата над реката“ (1857). Те са изпълнени с графично майсторство и при тях може да се проследи постепенното усложняване на задачите, които авторът си поставя.
През 1857 година Саврасов се жени за София Херц, сестра на неговия съученик и приятел Константин Херц и изкуствоведа Карл Херц, основател на катедрата по история на изкуствата в Московския университет. По същото време получава предложение да замени на поста му починалия Рабус. Така Саврасов става преподавател и ръководител на пейзажния клас в Московското училище по живопис, скулптура и архитектура, с което започва 20-годишен период на педагогическа дейност. Негови ученици, станали по-късно известни художници, са Исак Левитан, Сергей и Константин Коровини, Сергей Светолавски, Михаил Нестеров и други.
Ранното творчество на Саврасов се развива изцяло в рамките на Романтизма и се отличава с любовта му към силни атмосферни ефекти и контраст между предния и задния план на картините. Постепенно художникът преминава към по-спокойни и хармонични композиции и по-меки колоритни решения както е при „Пейзаж с река и рибар“ от 1859 година. Счита се, че това е най-добрата негова картина, наред с „Гарваните долетяха“ и е една от най-хубавите в цялата руска живопис от онова време.
В някои от известните работи на Саврасов от 1860-години се забелязват промени в разкриването на сюжета, в избора на мотивите и в начина на тяхното възпроизвеждане. Най-добри примери за това са три пейзажа, рисувани през 1861 година – „Поглед към Москва от Мазилово“, „Пейзаж с мелница“ и „Вечерен пейзаж“. Увлечен от сложността и красотата на предавания момент, Саврасов използва по нов начин известните му прийоми в живописта и успява да вплете в единно цяло конкретиката и обобщението, реалната красота на природата и нейното преходно състояние.
През 1860-те години постепенно Саврасов става една от централните фигури в художествения живот на Москва. Сред близките му приятели са видни писатели, художници, изкуствоведи и меценати – Василий Перов, Василий Пукирев, Александър Борисовски, Михаил Боткин, Павел Третяков и други.

## Англия и Швейцария
През 1862 година Саврасов получава възможност за сметка на МОЛХ (Московское общество любителей художеств) да замине за Лондон за откриването на Световното изложение и да посети и други европейски страни – Дания, Швейцария и Франция. В Англия се запознава с европейското изкуство и в частност – с пейзажната живопис в страната, която е малко известна в Русия. Силно впечатлен, в едно от писмата си пише „Нито една академия в света не може така да развие възгледите на художника така, както една истинска изложба в Лондон.“. Саврасов отбелязва дълбочината на мисълта, наблюдателността и местния характер на колорита в тези пейзажи.
Той успява да извлече полза от това пътуване, която по-късно се отразява в работите му, без да бъде подражание на видяното. От европейското изкуство приема като най-близки до себе си английските пейзажисти, а по-късно и френските художници от Барбизонската школа – Шарл-Франсоа Добини, Теодор Русо, Камий Коро и Жан-Франсоа Миле. Всички те противопоставят демократичния дух на своето изкуство на студения и красив академичен пейзаж.
След Англия заминава за Швейцария с желанието да разгледа планинските пейзажи на страната. И докато Англия запознава художника със света на изкуството, Швейцария му предоставя забележителни гледки и му открива пътя към емоционалното възприятие и неговото изразяване в собственото му творчество. Той пише, че природата там е „във висша степен интересна“ и се съсредоточава в разкриващите се пред него пейзажи. Някои от картините, нарисувани в Европа са „Поглед към Швейцарските Алпи от Интерлакен“ (1862) и „Езеро в Швейцарските планини“ (1866).

## Русия
Художникът се завръща в Русия, изпълнен с впечатления и планове, и в края на 1860-те и началото на 1870-те творчеството му бележи сериозен възход. Към този период се отнасят картините „Селски изглед“ (1867), „Салове“ (1868), „Зимна нощ“ (1869). Намереният от Саврасов тип полужанров пейзаж заляга в първия етап от творческото му съзряване. Главна тема както и преди остава природата, възприемана и изразявана чрез неговите чувства.
Русия има пейзажисти и преди Саврасов, но произведенията им по-скоро приличат на копия от италианските и френските пейзажи и нямат нищо общо с руската природа. Саврасов е първият, който показва прелестта и красотата на сивия есенен ден, на калните руски пътища и мокрите поля, поставяйки по този начин началото на руския лиричен пейзаж.
Първостепенно значение в творбите му придобиват влажната почва, изрисувана с много ясна и точна фактура, и светлата въздушна среда, обединяваща органично пространствения план. Засилването на предадените сложни чувства и преживявания, донякъде свързани с обстоятелства от личния му живот, се забелязва още в картините от 1869 година. Най-ярки примери за това са пейзажите „Лосовият остров в Соколники“ (1869) и „Лунна нощ. Блато“ (1870), в които всичко предразполага към лирическо настроение.
В периода 1870 – 1875 година Саврасов прави ежегодни творчески пътешествия по Волга. Сред творбите, създадени тогава, най-ярко се открояват „Волга близо до града“ (1870), „На Волга“ (1870-те) и първата повествователно създадена картина „Печорският манастир край Нижни Новгород“ (1871). По същото време започва да рисува платното „Волга над Юриевци“, където присъстват не само широта на замисъла, но са намесени и социални мотиви, което е съвсем ново за работите на Саврасов. За тази картина той получава първа награда на конкурса на МОЛХ.
В някои от работите му, като „Наводнение на Волга край Ярославъл“ от 1871, пълноводната Волга и заволжките простори са показани, погледнати като че ли от птичи полет. В други красотата на природата е помрачена от робската съдба на народа – „Бабья лямка“ (1871) и „Бурлаци на Волга“ (1871), нарисувана две години преди едноименната картина на Иля Репин.
Всичко, създадено след 1870 година, потвърждава, че в творчеството на Саврасов е настъпил нов етап, с нови търсения и нови решения. По поръчка, най-вероятно на Третяков, за създаване на зимни пейзажи по Волга, художникът заминава заедно със семейството си в Ярославъл. Приповдигнатото настроение на майстора е унищожено от смъртта на новородената му дъщеря, третото умряло дете на семейството, и от тежкото заболяване на жена му. За дълбочината на преживяванията му свидетелства изпълнената в това време картина с гроба на дъщеря му в Ярославското гробище.

## Зрелост
Новите търсения на художника се проявяват най-силно в картината „Гарваните долетяха“ от 1871 година. Рисува я през март в села Молвитино, когато снегът се топи, небето е сиво-синьо и избеляло, а пролетните гарвани са накацали по клоните на брезите. На заден план се виждат тъмни къщи и стара малка църква, а зад тях се разпростират далечни ливади. Всичко се слива в една обща, силно въздействаща, лирична картина. Платното е представено на първата изложба на передвижниците – обединение, на което Саврасов става един от учредителите. Картината не е достатъчно оценена от съвременниците, но с времето тя става един от най-популярните руски пейзажи. Художникът рисува няколко нейни варианта – през 1871, 1872 и 1879 година.
Това е най-зрелият и ярък период от творчеството на Саврасов, което се доказва не само от избора на теми, разкриващи значителни явления в природата и смяната на нейните състояния, но и от неговото постоянно търсене на нови живописни изразни средства. Това време става едновременно и възход и залез на участието му в развитието на реалистичното изкуство.
За следващите работи на Саврасов е характерно особеното поетично настроение, лъхащо от всяка от тях. Това са впечатляващите московски мотиви, покоряващи с непресторената си простота или с битовизма на преден план, на фона на величествени и живописни гледки – „Двор“ (1870-те), „Поглед към Московския кремъл. Пролет“ (1873). Картината „Път“ от 1873 година особено впечатлява с начина на предаване на мократа почва и играта на светлини и сенки по облаците. Към най-добрите московски пейзажи от 19 век се отнася картината му „Сухарева кула“ от 1872 година, нарисувана по случай 200-годишнината от рождението на Петър I. В късния пролетен следобед разрушената вече историческа кула се издига на фона на розовеещо небе, ята птици летят над заснежените покриви, а къщите и дърветата са покрити със скреж.
През 1870-те години руският реалистичен пейзаж търпи ново развитие, като в структурата му се появяват по-сложни естетически и нравствени идеали и обобщени форми. Впечатленията от есенната природа, която продължава да вдъхновява художника, се появяват по различен начин в работите му. Пейзажите „Върби край езерцето“ (1872) и „Есенен ден“ (1873) са доказателство за големия творчески потенциал на художника. Постепенно в тях все повече започват да се открояват чертите на Символизма. Саврасов придава на природата свойствата на носталгични видения, както в елегичната „Гроб край Волга. Покрайнините на Ярославъл“ от 1874 година. Подобни черти често се срещат в многообразните картини на художника от онова време – „Вечер. Полетът на птиците“ (1874) и „Вечер. Поле с врани“ (1880-те). Такива са и много от неговите късни пролетни и зимни пейзажи.
Художникът продължава темата си за Волга, която е сериозно залегнала в творчеството му – „Топене на снеговете. Ярославъл“ (1874), „Волга. Далечини“ (1870-те), „На Волга“ (1875). В картината „Дъга“, рисувана през 1875 година, художникът изобразявайки девойка, вървяща към село, разположено на хълм. От реката към него се издига пътека с изкачващи се нагоре стъпала, тревата наоколо наподобява мокро, зелено кадифе, а през облаците и слънчевата светлина пробива началото на дъга. Пейзажът е толкова поетичен, че обичайният селски мотив се възприема като символ на духовен възход. Като смисъл, близка до тази картина е и следващата „Пред вратите на манастира“ от 1875.
Кръгът на неговите пейзажи с идейно-обобщаващ план завършва със „Зимен пейзаж. Слана“ (1870-те), „Вечер. Полетът на птиците“ (1874) и изпълненият във връзка с последната картина пейзаж „Залез“. Всички негови творби, рисувани по-късно, вече нямат такъв размах и многоплановост. Сред тези от 1880-те години, изпълнени със сложна техника на живописен рисунък остават „Нощ“ (1883), „Лунна нощ над езерото“ (1885), „Вечер. Поле с врани“ (1880-те), „Здрач. Пейзаж“ (1880-те), „Борове на брега на езеро“ (1880 – 1890-те), „Топене на снеговете“ (1887).

## Последни години
След този период работите на Саврасов все по-рядко се появяват на изложбите на передвижниците. Личната драма на художника в края на 19 век измества на заден план и името на майстора, и неговите произведения. Бедността, семейните неуредици, ранната смърт на няколко от децата му, охлаждането от страна на публиката и непрекъснатите критики на академичното ръководство, го въвеждат в дълбока духовна криза, отчуждение и пагубно увлечение към виното.
Особено се засилва трагизмът в живота му, когато през 1882 година, скоро след смъртта на Перов, е уволнен от училището и лишен от държавното жилище. Постепенно намалява и зрението му и през 1889 година, по негови думи, почти не вижда формата на предметите. Дъщеря му Вера пише „В борбата си за съществуване той направо изнемогваше и нямайки достатъчно силна морална подкрепа от страна на семейството си, той започна да пие и с това погуби себе си, таланта си и разруши семейството.“ Постепенно интелигентният и деликатен художник се превръща в почти безволев, закоравял алкохолик. Изпаднал от обществото живее главно от копия на ранните си творби, включително и на най-добрата си картина „Гарваните долетяха“.
Въпреки всичко, до последните си дни той създава нови и забележителни пейзажи. Често това са вариации по теми, които вече се срещат в неговото творчество, особено любимите му есенни мотиви, но те обикновено са невесели, драматични и мрачни. Такива са „Ръж“ от 1882, в която над златистите посеви се събират черни, буреносни облаци и „Пейзаж. Село Волинское“ от 1887. В късното му творчество все пак има и по-весели работи като „Пролет. Градини“ от 1893 година.
В началото на 1890-те години с него живее нова жена – Евгения Моргунова, с която имат две малки деца. Старите приятели и особено Третяков се стараят да му помогнат, но без особен резултат. През последните си години попада в ръцете на търговец, който изкупува картините му на безценица. В този период от живота си особено много и успешно рисува графики. През 1894 година, с помощта на приятели, е издаден албум с негови рисунки по повод 50 години творческа дейност.
Дълги години Саврасов живее в нищета и умира на 26 септември 1897 година самотен и тежко болен. Погребан е във Ваганското гробище на Москва. След неговата смърт името му, като водещ майстор на руския пейзаж, е практически забравено, а ако се споменава, то е само с критичен тон. Години по-късно творбите му са преоткрити и той заема полагащото му се място в историята на руската пейзажна живопис.
- Варианти на „Гарваните долетяха“
- Ескиз към „Гарваните долетяха“ (1871)
- Гарваните долетяха (1871)
- Гарваните долетяха (1872)
- Гарваните долетяха (1879)
- Гарваните долетяха (1880)
- Гарваните долетяха (1894)

- Пролетни пейзажи
- Пролет. Поглед към селото (1967)
- Салове (1868)
- Дъга (1873)
- Къща в провинцията. Пролет (1878)
- Пролет. На голямата река (1880-те)
- Пролет. Градини (1893)

- Есенни пейзажи
- Поглед към Кремъл от Кримския мост в лошо време (1851)
- Къщата в с. Фили, където е решено да оставят Москва на Наполеон
- Есенна гора. Кунцево (1872)
- Есенен ден (1873)
- Пред вратите на манастира (1875)
- Пейзаж с дъга (1881)

- Зимни пейзажи
- Зимна нощ (1869)
- Зима (1870)
- Сухарева кула (1872)
- Зима (1873)
- На гробището (1884)
- Море от кал (1894)